# Živko Bajić
Živko Bajić (Belgrád, 1924–?) jugoszláv nemzetközi labdarúgó-játékvezető.

## Pályafutása

### Nemzetközi játékvezetés
A Jugoszláv labdarúgó-szövetség Játékvezető Bizottsága (JB) terjesztette fel nemzetközi játékvezetőnek, a Nemzetközi Labdarúgó-szövetség (FIFA) 1958-tól tartotta nyilván bírói keretében. Több nemzetek közötti válogatott és klubmérkőzést vezetett, vagy működő társának partbíróként segített. A szerb nemzetközi játékvezetők rangsorában, a világbajnokság-Európa-bajnokság sorrendjében többedmagával a 10. helyet foglalja el 2 találkozó szolgálatával. Az aktív nemzetközi játékvezetéstől 1965-ben búcsúzott. Válogatott mérkőzéseinek száma: 7.

#### Világbajnokság
A világbajnoki döntőhöz vezető úton Chilébe a VII., az 1962-es labdarúgó-világbajnokságra a FIFA JB játékvezetőként alkalmazta.

##### 1962-es labdarúgó-világbajnokság

###### Selejtező mérkőzés
| Időpont            | Helyszín                  | Mérkőzés típusa           | Mérkőzés      | Eredmény | Nézők száma |
| ------------------ | ------------------------- | ------------------------- | ------------- | -------- | ----------- |
| 1960. november 13. | Központi Stadion, Nicosia | előselejtező (7. csoport) | Ciprus–Izrael | 1 : 1    |             |
| 1960. november 27. | Nemzeti Stadion, Tel-Aviv | előselejtező (7. csoport) | Izrael–Ciprus | 6 : 1    | 45 000      |

#### Afrika Kupa
Egyiptom rendezte a 2., az 1959-es afrikai nemzetek kupáját. Az Afrikai Labdarúgó-szövetség (CAF) JB, a FIFA JB-től kikérve játékvezetői feladattal bízta meg. Az Egyiptomi labdarúgó-válogatott kapitánya a magyar Titkos Pál volt.

##### 1959-es afrikai nemzetek kupája

###### Afrikai Nemzetek Kupája mérkőzés
| Időpont         | Helyszín               | Mérkőzés típusa            | Mérkőzés         | Eredmény |        |
| --------------- | ---------------------- | -------------------------- | ---------------- | -------- | ------ |
| 1959. május 22. | Al Ahly Stadion, Kairó | döntő csoport, körmérkőzés | Egyiptom–Etiópia | 4 : 0    | 30 000 |
| 1959. május 29. | Al Ahly Stadion, Kairó | döntő csoport, körmérkőzés | Egyiptom–Szudán  | 2 : 1    | 30 000 |

#### Nemzetközi kupamérkőzések

##### Bajnokcsapatok Európa-kupája
1959–1960-as bajnokcsapatok Európa-kupája volt a sorozat 5. kiírása.
| Időpont              | Helyszín             | Mérkőzés típusa         | Mérkőzés                | Eredmény | Nézők száma |
| -------------------- | -------------------- | ----------------------- | ----------------------- | -------- | ----------- |
| 1959. szeptember 23. | Népstadion, Budapest | selejtező (2. mérkőzés) | Csepel SC–Fenerbahçe SK | 2 : 3    | 45 000      |

## Magyar vonatkozás
| Időpont           | Helyszín             | Mérkőzés típusa          | Mérkőzés                 | Eredmény | Nézők száma |
| ----------------- | -------------------- | ------------------------ | ------------------------ | -------- | ----------- |
| 1962. április 29. | Népstadion, Budapest | 381. válogatott mérkőzés | Magyarország–Törökország | 2 : 1    | 40 000      |

#### Mérkőzései az NBI-ben
| Időpont              | Helyszín               | Mérkőzés        | Eredmény | Nézők száma |
| -------------------- | ---------------------- | --------------- | -------- | ----------- |
| 1962. augusztus 12.  | Népstadion, Budapest   | FTC–Újpest      | 2 : 2    | 60 000      |
| 1963. május 22.      | Fáy utca, Budapest     | Vasas–MTK       | 1 : 2    | 15 000      |
| 1964. május 31.      | Népstadion, Budapest   | Vasas–FTC       | 2 : 1    | 60 000      |
| 1964. június 28.     | Népstadion, Budapest   | Vasas–MTK       | 2 : 3    | 10 000      |
| 1964. augusztus 9.   | Vagongyári pálya, Győr | Győri ETO–Vasas | 3 : 0    | 12 000      |
| 1964. szeptember 13. | Népstadion, Budapest   | FTC–Győri ETO   | 0 : 0    | 65 000      |

## Külső hivatkozások
- Živko Bajić. World Referee. [2012. október 7-i dátummal az eredetiből archiválva]. (Hozzáférés: 2011. május 18.)
- Živko Bajić. zerozerofootball.com. (Hozzáférés: 2011. május 18.)[halott link]
- Živko Bajić. scoreshelf.com. [2016. március 11-i dátummal az eredetiből archiválva]. (Hozzáférés: 2011. május 18.)
- Živko Bajić. rsssf.com. (Hozzáférés: 2014. október 15.)
- Živko Bajić. eu-football.info. [2013. szeptember 11-i dátummal az eredetiből archiválva]. (Hozzáférés: 2013. január 19.)